# A vírus (Odaát)
A vírus (Croatoan) az Odaát című televíziós sorozat második évadjának kilencedik epizódja.

## Cselekmény
Samre egy éjszaka álmában ismét vízió jön, ezúttal bátyját látja, amint egy sötét szobában, néhány ember közepette megöl egy székhez kötözött fiatal srácot, aki azt hajtogatja: "Nincs bennem!".
A látomásban szereplő kép alapján a fivérek ellátogatnak egy Rivergrove nevű oregoni kisvárosba, hogy utánajárjanak a dolognak. Sam lát egy fekete bőrű fickót, aki szintén szerepelt a vízióban, így a volt őrmester férfitól megtudják, hogy az általuk keresett fiú, Duane Tanner hol lakik.
Míg az utcán sétálnak, Sam megpillantja egy fába vésve a "Croation" feliratot. Mivel Dean nem érti, mit jelent ez, a fiú elmeséli neki, hogy a 16. században Amerikában egy egész angolokból álló kolónia nyom nélkül eltűnt, csupán egy fa maradt, melybe a "Croation" felirat volt vésve. A fivérek ez alapján megpróbálnak telefonon segítséget kéri Bobby-tól vagy Ellentől, csakhogy a környéken nincs térerő, ráadásul minden telefonvonal süket.
Dean és Sam elmennek a Tanner házhoz, ahol Duane ugyan nincs otthon, ám meglepő látvány fogadja őket: Mr. Tanner és kisebb fia éppen felesége karját vágják fel, és saját vérüket csöpögtetik oda. A fivéreknek sikerül megölniük Mr. Tannert, fia azonban elmenekül.
Samék kórházba szállítják a nőt, ám az egyik pillanatról a másikra agresszívvá válik, így kénytelenek lesznek őt is megölni. Míg a két orvosnő – Amanda és Pamela – kiderítik, hogy a halott Tannerék vére kénhez hasonló anyagot tartalmaz, Dean megpróbál átmenni a szomszéd városba, ám a szintén különösen feldühödött helyiek elbarikádozzák a kiutakat, így a fiú az őrmesterrel együtt visszatér a kórházba.
Sötétedésre az ötfős csapat – Dean, Sam, Amanda, Pamela és őrmester – elbarikádozza magát a kórházban, nem sokkal később azonban menedéket kérve beállít Duane Tanner. Ahogy a látomásban, Dean egy székhez kötözve pisztolyt ragad ellene, ám végül megkegyelmez a fiúnak, és elhiszi neki, hogy még nem fertőződött meg. 
Pamela váratlanul rátámad Samre, és keveredik a vérével, így megfertőzi őt, a lányt végül Dean lövi le. Az őrmester és Sam biztatására Dean végre rászánja magát, hogy öccse nélkül továbbálljon, ám nem sokkal később kiderül, hogy Sam valamiféle csoda folytán nem lett vírusos, a városból pedig minden fertőzött eltűnt.
A veszély elmúlta után mindenki külön utakra indul, őrmester felajánlja Tannernek, hogy elviszi kocsijával, ám ezért saját életével fizet: a fiúban ugyanis valóban egy démon lakozik, így az elvágja a férfi torkát, és vére segítségével egy másik démonnal való beszélgetés során közli: várhatóan a "Winchester fiú" immunis volt a vírusra.
Másutt, Dean és Sam egy út mellett megállnak, mivel Dean állítása szerint valami fontosat akar közölni öccsével… 

## Természetfeletti lények

### Démoni vírussal fertőzöttek
Eme démoni vírus egy veszedelmes kórokozó, mely az emberek vérével keveredve fertőz, majd a véráramba jutás utáni néhány perc elteltével kezd hatni: az illető teljesen kifordul önmagából, agresszívvá válik, tudtán kívül minden embert megtámad. Mivel ellenszer a vírusra nincs, a fertőzötteket megállítani csupán megölésükkel lehet. Valószínűleg démonok fejlesztették ki.

## Időpontok és helyszínek
- 2006. ? – Rivergrove, Oregon

## Zenék
- Christopher Lennertz zenéje külön az epizódhoz.